# Гідрогеологія Китаю
Гідрогеологія Китаю — сукупність усіх гідрогеологічних параметрів країни. 

## Опис основних характеристик
З гідрогеологічної точки зору територію Китаю поділяють на східну (область внутрішньоматерикового стоку) і західну (басейн стоку Тихого океану) частини. 
У першій є ряд замкнених артезіанських структур, що розвантажуються внаслідок випаровування. У корінних породах обрамлення западин формується спорадичний горизонт тріщинних ґрунтових вод. Дебіти джерел нижче 1 л/с, в зонах тектонічних порушень вони зростають до 5-20 л/с. 
У річкових долинах велике значення має водоносний горизонт четвертинних відкладів. Глибина колодязів 2-30 м, дебіти 1-20 л/с. Мінералізація води до 1 г/л, склад гідро-карбонатно-кальцієвий. 
У внутрішніх частинах артезіанських басейнів головні водоносні горизонти (на глибині 1-15 м) представлені пліоценовими і четвертинними пролювіальними і алювіальними відкладами. Дебіти (л/с) джерел до 10-15, колодязів 5-10, свердловин 10-60. Прісні (0,5-1 г/л) гідрокарбонатно-кальцієві води розвинені в периферійних частинах басейнів і в прируслових частинах річкових долин. По мірі наближення до центральних частин басейну води стають солонуватими, а потім солоними.
У гірських складчастих спорудах області басейну стоку Тихого океану найбільше значення мають водоносні комплекси різновікових карбонатних порід. Дебіти джерел в залежності від міри їх закарстованості змінюються від 1-2 до 2000 л/с, досягаючи іноді 10000 л/с. З зоною поверхневої тріщинуватості некарбонатних порід пов'язані джерела з дебітами 1-3 л/с, в зонах тектонічних порушень до 5-10 л/с. Мінералізація води менша 1 г/л, склад гідрокарбонатно-кальцієвий. 
У внутрішніх частинах артезіанських басейнів Східного Китаю основні ресурси прісних підземних вод приурочені до четвертинних відкладів різного генезису. Дебіти (л/с) колодязів 8-10, свердловин до 60, питомі 5-10. Мінералізація води 0,3-0,8 г/л, склад карбонатно-кальцієво-натрієвий. 
У Північно-Китайському басейні (площа близько 200 тис. км², потужність алювію до 1000 м) природні ресурси води оцінюються в 3·109 м³/рік.